# 北白象镇
北白象镇是中华人民共和国浙江省温州市乐清市下辖的一个镇，为乐清市五大中心城镇之一，位于乐清市西部，距乐清市区14.5公里，东邻“中国电器之都”——柳市镇，与温州隔瓯江相望。全镇总面积63.62平方公里，辖94个行政村、3个居委会，常住人口115760人，外来人口约7万人。邮编：325603。2011年4月，经过乐清乡镇行政区划调整，北白象镇合并临近的磐石镇成立新的北白象镇。

## 经济
北白象镇是浙南地区的工贸重镇，工业较发达。
2006年，北白象镇工农业总产值129.5亿元，同比增长16.7%。税收总额6.73亿元，同比增长16.7%。财政收入1.15亿元，同比增长16.2%。外贸出口供货值21亿元。农民年人均纯收入1.21万元。综合经济实力名列全国千强镇第167位、浙江省百强乡镇第30位和温州市三十强乡镇第7位。2019年中国百强乡镇第72名。
全镇规模以上企业242家（其中超亿元产值以上企业18家），产值96.45亿元，同比增长9.5%。工业经济总量居乐清市第2位。投入科技经费50万元，创建科技示范基地2个。企业技术获得专利授权128项。新增国家驰名商标1个。自营出口11.9亿元，同比增长21.9%。引进合同外资775万美元，实际利用外资159万美元，实际到位内资1800万元。

## 历史
相传北白象镇已有600多年的历史。镇西的小山地势呈西北向东南倾斜，形若象鼻，故名象山。北宋天圣元年（1023年）在象山建白塔院，故又名白塔山。白塔山上有一座“白塔”，清道光丙戌（1826年）《乐清县志》将“白塔”改名“白象”并以此名镇，意取白塔之白，象山之象。镇内水网密布，乐琯运河东北段、乐琯运河西南段、樟河、南河及东河等5条大河呈辐射状汇集于白象大桥头，素有“五龙抢珠”之美称。
民国二十一年（1932）建立白象镇公所。1950年设白象区，1956年撤区称镇，1958年建立白象管理区。1961年与茗西管理区合并为白象公社。因与瓯海县白象公社重名，1982年10月改称为北白象公社。1983年建立北白象乡。1985年4月经省人民政府批准为建制镇。1992年撤扩拼，由原北白象镇、三山乡、茗屿乡、万家乡、洪渡桥乡合并，2011年合并磐石镇。

## 遗迹
象山之巅有建于宋代的古塔——白象塔，系六角五级楼阁式石塔，高约14米，束腰雕刻牡丹等花纹，是乐清市现存重要古建筑之一；高岙盘谷山建有明嘉靖刑部尚书高友玑墓群，该墓群分布六座墓葬，安葬高氏七代先人，是一处明代石刻艺术的宝库，现为全国重点文物保护单位；张淮南又名张冲，张冲，字淮南，在馆头山建有张淮南墓，张冲先生是白象镇馆头村人，早年参加国民革命，曾任国命党中央组织部副部长，参与恢复中苏邦交、第二次国共合作等，墓碑由周恩来总理手迹刊刻“张淮南先生之墓”，墓区设有墓廊，刻有毛泽东、周恩来、朱德、彭德怀及蒋介石等国共合作期间领导人的题词，现为乐清市文物保护单位。

## 特产
白象公记香糕，又叫“板糕”，已有近100年的历史，选用糯米、白糖、芝麻等精制而成，旧时常作为礼品馈赠，近年来已经较少见。

## 区域人口
面积63.62平方千米，人口9.92万人。镇政府驻象南西路39号，邮编：325603。

## 行政区划
北白象镇下辖以下村级行政区划单位：
象东社区、象北社区、象南社区、坂塘村、洪渡桥村、下安村、炉岙村、印屿村、项岙村、城田村、乐东村、黄庄村、岭西村、瑞里村、赵岙村、高东村、高中村、高西村、新皇岙村、陈家桥村、新桥村、白鹭屿村、琯头村、硐桥村、沈岙村、前潘垟村、后潘垟村、双庙村、楼桥村、前黄村、四房村、三房村、大新村、七宅村、前五宅村、山东村、后西岑村、前西岑村、潘珠垟村、小港村、东河村、山下村、小方村、中方村、前方村、莲池头村、万仓村、东垟田村、中垟田村、上垟田村、万南村、万茗村、赵家硐村、东斜村、西斜村、下庠村、涂岙村、车岙村、南岙村、水塔头村、塘上村、西垟村、白象村、前岸村、前程村、河深村、车头村、商量桥村、西刘宅村、赖宅村、后岸村、大港村、岭门村、前西漳村、中西漳村、后西漳村、漳湾村、沙门村、旺林村、塘下村、鹤浃村、马路角村、张家湾村、白塔王村、东巉头村、南巉头村、西巉头村、三重炉村、水潭村、王家店村、蒋家桥村、金炉村、前星村、桥下村、大星捕捞队村、豹屿捕捞队村和盈仓捕捞队村。